# Eustachio Biondelli
Eustachio Giuseppe Biondelli O.S.B. (Piacenza, 10 aprile 1731 – Piacenza, 19 maggio 1802) è stato un religioso e educatore italiano.

## Biografia
Nato a Piacenza (allora facente parte del Ducato di Parma e Piacenza) da una famiglia nobile di quella stessa città, aderì all'Ordine di San Benedetto pronunciando i voti il 30 novembre 1746 ed entrò a far parte del monastero di San Sisto dove fu lettore teologo.
È noto per essere il principale autore del cosiddetto "Diario Biondelli" un manoscritto in cui vengono descritti gli avvenimenti che coinvolsero la città di Piacenza nel periodo della Rivoluzione francese con particolare riferimento agli eventi che portarono prima all'occupazione del secolare monastero (che in quel momento ospitava anche alcuni monaci e aristocratici francesi fuggiti dalla Rivoluzione) avvenuta nel 1797 da parte del generale francese Andrea Massena giunto in Italia al seguito di Napoleone e poi alla definitiva soppressione dello stesso avvenuta nel 1810 da parte di Médéric Moreau de Saint-Méry amministratore delegato generale degli Stati Parmensi per conto del medesimo Napoleone.
Fu membro dell'Accademia degli Onesiferi.

## Opere
- Il Diario Biondelli